# Admiraliteit van Schotland
De Admiraliteit van Schotland, opgericht in de 15de eeuw in Edinburgh was de Royal Scottish Admiralty het bestuur van de Koninklijke Schotse vloot: de Royal Scots Navy en belast met het onderhoud en bevoorrading van de Koninklijke schepen. Het bevel lag in handen van een Lord High Admiral, een officier van de koning en vaak ook de koning zelf.
Na het samengaan van de koninkrijken van Engeland en Schotland - zie: Act of Union, 1707 - alle admiraliteits-jurisdictie vielen onder het gezag van de Engelse admiraliteit, wel werd er altijd een vice-admiral aangesteld als bevelvoerder voor de Schotse 'deel'vloot.